# 佐野忠史
佐野 忠史（さの ただし、1950年または1951年 -）は、日本の官僚である。

## 経歴
東京大学卒業
建設省(現・国土交通省)入省。建設経済局・建設振興課長を務める。
後に自治省にて行政局振興課・課長補佐、さらには自治大臣官房付を経て自治省消防庁・防災課長、震災対策指導長に任命される。
また大阪府では前大阪知事太田房江氏の下、大阪府総務課長として財政再建に貢献する。
東京に戻った後は消防庁総務課長を経て平成16年に消防大学校校長に就任する。消防大学校での教育訓練にインターネットを利用したe-ラーニングを導入。
現在は(財)日本防火協会代表理事・理事長及び、日本消防設備安全センター・専務理事を務める。

## 栄典
- 令和3年 (2021年) 秋の叙勲で瑞宝中綬章を受章[1]